# Eiriz (Portugal)
Eiriz es una freguesia portuguesa del concelho de Paços de Ferreira, con 4,86 km² de superficie y 2.303 habitantes (2011). Su densidad de población es de 473,9 hab/km². Eiriz se encuentra en el noroeste del municipio, una zona media pendiente, en un valle entre dos colinas. En el territorio que hoy constituye la parroquia, han surgido muchos testimonios de la época romana. En el lugar de la Bouça da Devesinha Nova, el abad de Tagilde, Padre Oliveira Guimarães, encontró una necrópolis luso-romana. Entre una gran finca que, sin embargo, se había perdido, hay una protuberancia ovoide jarra y cuello alto, se expone el Museo Martins Sarmento, y una Lucerna abierta, con un tazón en forma de concha y tres aberturas para el paso de la mecha. Bastante cerca, en el lugar de Real, fue descubierto en 1951 un par de traviesas y ruedas giratorias que para sugerir también la existencia de una necrópolis luso-romana, que nos recuerda de la zona de influencia de este asentamiento, Sanfins. Al final de Eiriz, en la frontera con Meixomil, hubo una parroquia sueva, llamado Santa Cruz. Esta supuesta basílica de Cacães data del siglo. V d. C., dejó un lanzador en la arcilla, en el que, con moldes especiales, se aplicaron diversos motivos decorativos. Sin embargo, había dos cementerios proto-cristiana en la parroquia, probablemente de la época visigoda: una en el Monte de São Gonçalo, cerca de la capilla, y otra en Bouça das Cinzas, en el lugar de Além. El nombre Eiriz evoca la nobleza guerrera. Su raíz, Aria, significa noble. Algunos autores completan esta tesis y se refieren a Eiriz como uno antroponímico, es decir Eiriz ser el hijo o descendiente de Erigo o Eurico, terrateniente militar o descendiente del período. De todos modos, es sin ninguna duda uno tan común topónimo alemán en toda la región. Eiriz se menciona por primera vez en el año 976, en la voluntad de una señora que, por temor a la muerte por los pecados cometidos, legadas a una ermita instalada en la Iglesia de Santa Cruz de Cacães parte de sus ingresos agrícolas. Eiriz incluso haber estado en el origen de la ciudad de PaÇos de Ferreira. En teoría aún no está totalmente confirmado, se supone que debe haber sido en Eiriz "la sede de Paços de Ferreira, se mudó aquí por el Capitán Paul Ferreira, y que dio su nombre a la provincia". En investigaciones de 1220, ahora acusado como parroquia , muchos nombres de lugares que aparecen en este documento en relación con la parroquia: Eiriz, Cabo, Quintela, Real, Vila Verde, Vilar, Boielo, Cal, Lavadeira, Quintana, Palheiro y Torre. En investigaciones de 1258, fue herdadores nobles. La parroquia está formada por siete 'villas' o demarcaciones agrícolas: Quintela, Real, Vila Verde, Vilar, Bustelo y Quintã, en el Paço. A pesar de todo, el papel evidente previamente Eiriz va a terminar siendo integrado en Honor de Carvalhosa durante el siglo XIII. Más tarde, se integró en el Comarca de Aguiar de Sousa. La Iglesia de San Juan Evangelista, la transición del barroco al manierismo, Crucero por el Señor Hurtado, decimosexto, y los balneáreos en Citânia de Sanfins, son los principales centros de interés patrimonial de la parroquia.